# Argos Industrial
Argos Industrial S/A foi uma das maiores tecelagens do Brasil. Maior empregadora de Jundiaí até a década de 1930, promoveu intenso movimento de urbanização no bairro da Vila Arens, atraindo moradores, comércio e outras indústrias do ramo.

## História
Em 1913 foi fundada a Sociedade Industrial Jundiaiense, produtora de tecidos de algodão e lã pelos imigrantes italianos Aleardo Borin e Luiz Trevisioli, a empresa recebeu, logo após sua fundação, forte aporte de capital de Ernesto Diederichsen, ligado à Companhia Wille, uma das maiores empresas de comércio internacional de café. 
Foi um dos grandes marcos no desenvolvimento industrial do estado de São Paulo na primeira metade do Século XX e o símbolo do primeiro curso de industrialização e povoamento urbano da cidade de Jundiaí. Durante muitos anos a tecelagem foi o carro-chefe da produção, e mesmo com a modernização da confecção não deixou de se mostrar inovadora. A Argos produziu gabardines de primeira linha e o famoso verde-oliva para vestir o Exército.
No início da década de 80, a empresa foi decaindo em função de crises internas e má administração e em junho de 1984 foi decretado sua falência.

## Atualmente
O Complexo Argos é tombado em nível municipal e em nível estadual, pelo CONDEPHAAT. Atualmente o Complexo Argos abriga a Secretaria de Educação, a Biblioteca Municipal Nelson Foot, a sede da TV TEC, o Centro de Línguas, o Instituto Federal, o Centro de Capacitação, o Centro de Educação de Jovens e Adultos (CMEJA) e o Centro de Referência ao Idoso.